# 277-я штурмовая авиационная дивизия
277-я штурмовая авиационная Красносельская Краснознамённая орденов Суворова и Кутузова дивизия (277-я шад) — соединение Военно-Воздушных сил (ВВС) Вооружённых Сил РККА штурмовой авиации, принимавшее участие в боевых действиях Великой Отечественной войны.

## Наименования дивизии
- Управление ВВС 23-й армии;

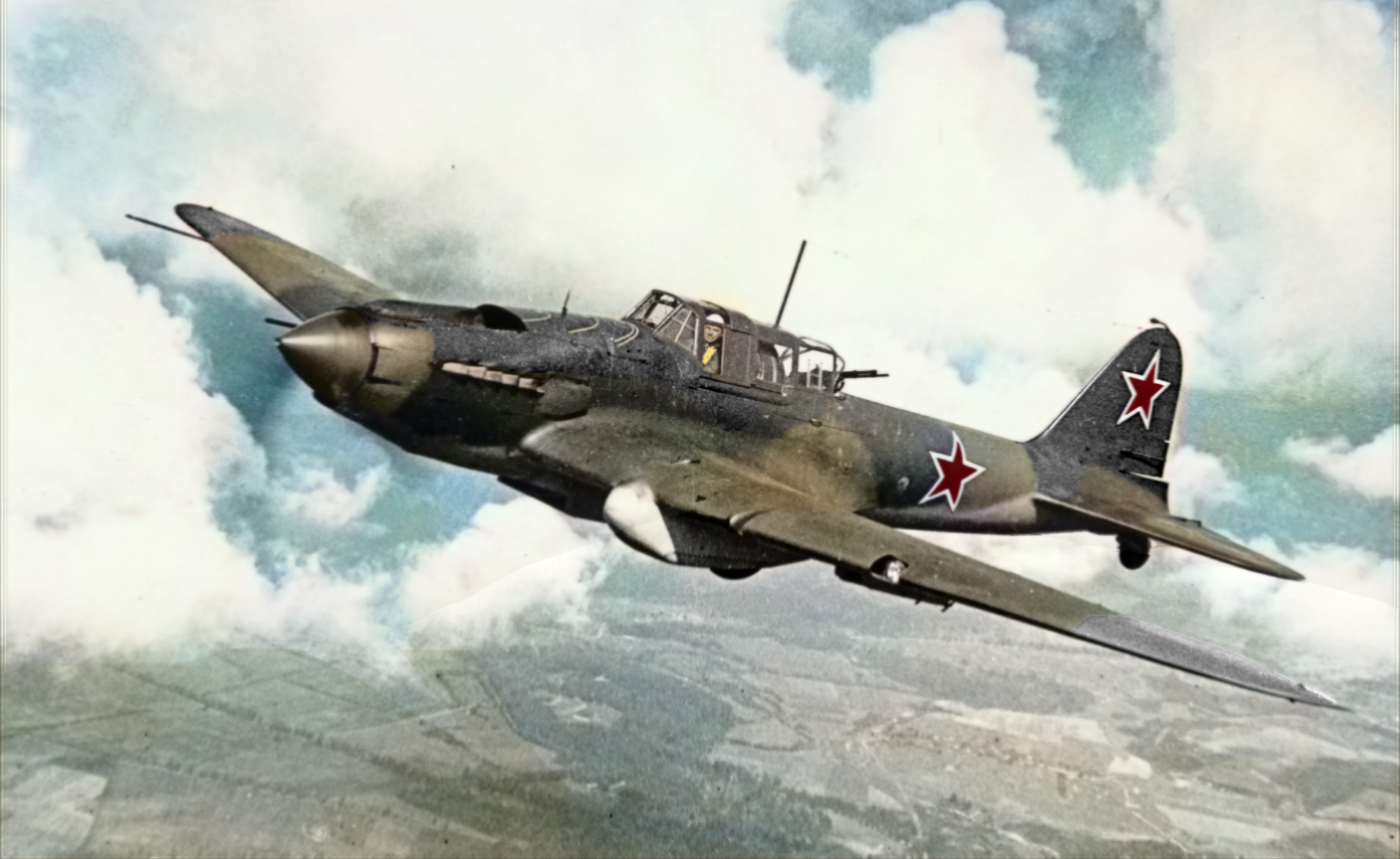
На вооружение дивизии самолёт Ил-2 стоял до 1946 года.

- 277-я штурмовая авиационная дивизия[1];
- 277-я штурмовая авиационная Красносельская дивизия[1];
- 277-я штурмовая авиационная Красносельская Краснознамённая дивизия[1];
- 277-я штурмовая авиационная Красносельская Краснознамённая ордена Суворова дивизия[1];
- 277-я штурмовая авиационная Красносельская Краснознамённая орденов Суворова и Кутузова дивизия[1];
- 277-я истребительная авиационная Красносельская Краснознамённая орденов Суворова и Кутузова дивизия[1];
- Войсковая часть (Полевая почта) 55732[1].

## История и боевой путь дивизии
277-я штурмовая авиационная дивизия сформирована Приказом НКО СССР 25 ноября 1942 года Приказом НКО № 00230 от 10 ноября 1942 года на базе Управления ВВС 23-й армии в составе 13-й воздушной армии Ленинградского фронта.
Дивизия участвовала в оборонительных боях за Ленинград, при прорыве блокады в 1943 году (Операция «Искра»), в Ленинградско-Новгородской наступательной операции и освобождении Прибалтики. В октябре дивизия была передана в состав 1-й воздушной армии, поддерживающей войска 3-го Белорусского фронта в Восточно-Прусской наступательной операции. День победы дивизия закончила на аэродромах Восточной Пруссии.
За отличия в боях, проявленные доблесть и мужество дивизия удостоена почётного наименования «Красносельская» и награждена орденами «Красного Знамени», «Суворова II степени» и «Кутузова II степени».
За весь боевой путь в войне полки дивизии выполнили 28826 боевых вылетов с налетом 21 522 часа 53 минуты. Проведено 48 штурмовых ударов по аэродромам противника и уничтожено 445 самолётов; 225 воздушных боев, в которых сбито 75 самолётов. Всего уничтожено: танков — 1138, артбатарей — 368, минометных батарей — 347, батарей зенитной и малозенитной артиллерии — 129, автомашин — 8865, пулеметных точек — 29, складов с боеприпасами — 256, складов с горючим — 64, пароходов — 1, автоцистерн с горючим — 83, паровозов — 40, железнодорожных вагонов — 1532, повозок — 4094, радиостанций — 3, мотоциклов — 15, самоходных орудий — 132, тягачей — 13, барж — 12, железнодорожных мостов — 7, переправ — 4, живой силы — свыше 10 пехотных дивизий. Свои потери составили:
- самолёты: 536, из них сбито зенитной артиллерией — 284, истребителями — 144, не вернулось с задания — 98.
- личный состав: летчики — 371, стрелки — 286, механики — 7.

В составе действующей армии дивизия находилась с 1 декабря 1942 года по 9 мая 1945 года.
После войны дивизия входила в состав 1-й воздушной армии Барановичского военного округа до 9 июля 1945 года и базировалась на аэродромном узле Йесау. С 9 июля дивизия вошла в состав 13-й воздушной армии Ленинградского военного округа и перебазировалась на аэродромный узел Раквере (Эстонская ССР).
В апреле 1946 года два полка дивизии: 943-й и 999-й штурмовые были расформированы в составе дивизии, 566-й штурмовой авиационный полк передан в состав транспортной авиации и переформирован в 566-й транспортный авиационный полк. Вместо своих расформированных полков дивизия приняла в состав 448-й и 958-й штурмовые авиаполки. С 1946 года на вооружение полков дивизии стали поступать Ил-10.
В 1954 году дивизия перебазирована на аэродромный узел Прибылово (Ленинградская область). В апреле 1956 года полки дивизии начали получать реактивные МиГ-15 и дивизия переформирована в 277-ю истребительную авиационную Красносельскую Краснознамённую орденов Суворова и Кутузова дивизию.
В 1957 году полк расформирован.
В связи с изменением взглядов руководства страны на применение авиации 277-я истребительная авиационная Красносельская Краснознамённая орденов Суворова и Кутузова дивизия 1 апреля 1957 года была расформирована в составе 76-й воздушной армии Ленинградского военного округа.

## Командир дивизии
| Звание                           | Имя                          | Период                  | Примечание |
| -------------------------------- | ---------------------------- | ----------------------- | ---------- |
| Полковник, Генерал-майор авиации | Хатминский Фёдор Семёнович   | 10.11.1942 — 01.08.1946 |            |
| Полковник                        | Белоусов Владимир Игнатьевич | 01.08.1946 — 00.02.1948 |            |
| Полковник                        | Кочергин Иван Александрович  | 01.02.1948 — 01.12.1950 |            |

## В составе объединений
| Дата          | Фронт (округ)               | Армия                | Примечания |
| ------------- | --------------------------- | -------------------- | ---------- |
| 10.11.1942 г. | Ленинградский фронт         | 13-я воздушная армия | -          |
| 15.10.1944 г. | 3-й Белорусский фронт       | 1-я воздушная армия  | -          |
| 09.05.1945 г. | 3-й Белорусский фронт       | 1-я воздушная армия  | -          |
| 10.06.1945 г. | Барановичский военный округ | 1-я воздушная армия  | -          |
| 09.07.1945 г. | Ленинградский военный округ | 13-я воздушная армия | -          |
| 10.01.1949 г. | Ленинградский военный округ | 76-я воздушная армия | -          |
| 1957 г.       | Ленинградский военный округ | 76-я воздушная армия | -          |

## Части и отдельные подразделения дивизии
За весь период своего существования боевой состав дивизии не претерпевал изменения:
| Период                  | Наименование                                     | Вооружение                                    |
| ----------------------- | ------------------------------------------------ | --------------------------------------------- |
| 10.11.1942 — 31.03.1956 | 15-й гвардейский штурмовой авиационный полк      | Ил-2, Ил-10, переименован в 15-й гв. иап      |
| 15.01.1944 — 01.04.1946 | 566-й штурмовой авиационный полк                 | Ил-2, переименован в 566-й тап                |
| 10.11.1942 — 01.04.1946 | 943-й штурмовой авиационный полк                 | Ил-2, расформирован, заменён 448-м шап        |
| 05.05.1943 — 01.04.1946 | 999-й штурмовой авиационный полк                 | Ил-2, расформирован, заменён 958-м шап        |
| 01.04.1946 — 01.04.1956 | 448-й штурмовой авиационный полк                 | Ил-2, Ил-10, переименован в 448-й иап         |
| 01.04.1946 — 01.04.1956 | 958-й штурмовой авиационный полк                 | Ил-2, Ил-10, расформирован, заменён 118-м иап |
| 01.04.1956 — 01.04.1957 | 15-й гвардейский истребительный авиационный полк | МиГ-15                                        |
| 01.04.1956 — 01.04.1957 | 118-й истребительный авиационный полк            | МиГ-15                                        |
| 01.04.1956 — 01.04.1957 | 448-й истребительный авиационный полк            | МиГ-15                                        |

### Боевой состав на 9 мая 1945 года
| Наименование                                | Вооружение                      |
| ------------------------------------------- | ------------------------------- |
| 15-й гвардейский штурмовой авиационный полк | Ил-2, Йесау (Восточная Пруссия) |
| 566-й штурмовой авиационный полк            | Ил-2, Йесау (Восточная Пруссия) |
| 943-й штурмовой авиационный полк            | Ил-2, Йесау (Восточная Пруссия) |
| 999-й штурмовой авиационный полк            | Ил-2, Йесау (Восточная Пруссия) |

### Боевой состав на 1950 год
| Наименование                                | Вооружение               |
| ------------------------------------------- | ------------------------ |
| 15-й гвардейский штурмовой авиационный полк | Ил-10, Раквере (Эстония) |
| 448-й штурмовой авиационный полк            | Ил-10, Раквере (Эстония) |
| 958-й штурмовой авиационный полк            | Ил-10, Раквере (Эстония) |

### Боевой состав на 1956 год
| Наименование                                     | Вооружение                                |
| ------------------------------------------------ | ----------------------------------------- |
| 15-й гвардейский истребительный авиационный полк | МиГ-15, Прибылово (Ленинградская область) |
| 118-й истребительный авиационный полк            | МиГ-15, Прибылово (Ленинградская область) |
| 448-й истребительный авиационный полк            | МиГ-15, Прибылово (Ленинградская область) |

## Участие в операциях и битвах
- Битва за Ленинград:

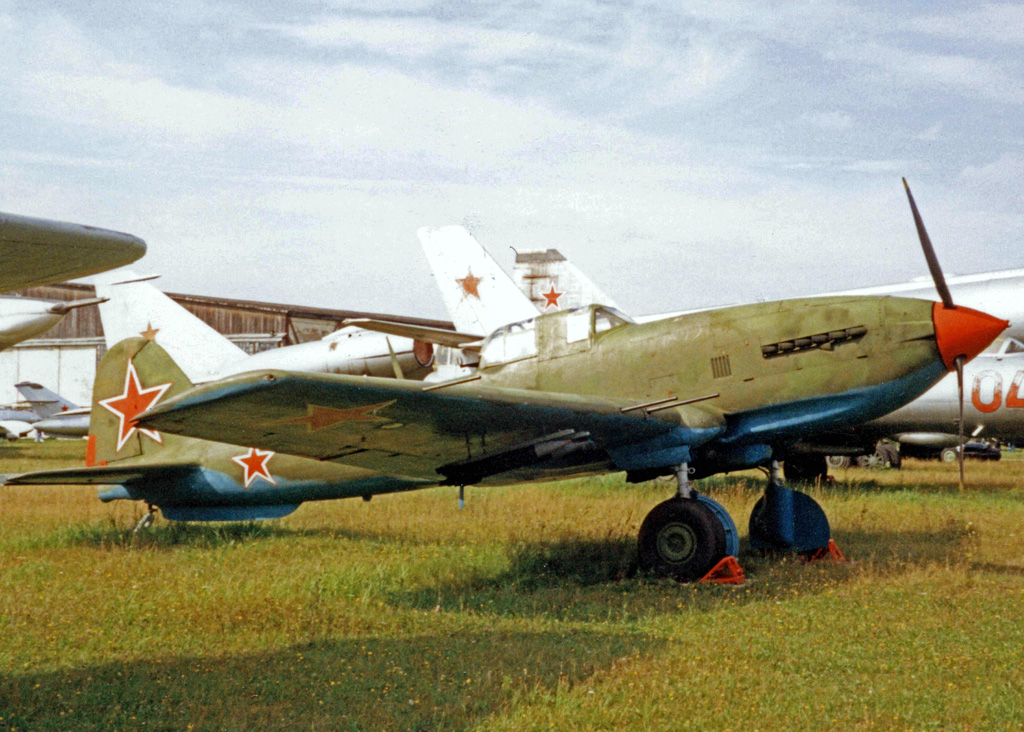
На вооружение полков дивизии самолёт Ил-10 начал поступать в 1946 году. На фото Ил-10М в Центральном музее ВВС РФ, Монино.

  - Прорыв блокады Ленинграда — с 12 января 1943 года по 30 января 1943 года.
  - Мгинская операция — с 22 июля 1943 года по 22 августа 1943 года.
  - Новгородско-Лужская операция — с 14 января 1944 года по 15 февраля 1944 года.
  - Ленинградско-Новгородская операция — с 14 января 1944 года по 1 марта 1944 года.
  - Красносельско-Ропшинская операция — с 14 января 1944 года по 30 января 1944 года.
- Выборгско-Петрозаводская операция:
  - Выборгская операция — с 10 июня 1944 года по 20 июня 1944 года.
  - Свирско-Петрозаводская операция — с 21 июня 1944 года по 22 июня 1944 года.
- Нарвская операция — с 24 июля 1944 года по 30 июля 1944 года.
- Прибалтийская операция — с 14 сентября 1944 года по 24 ноября 1944 года.
  - Мемельская операция — с 5 октября 1944 года по 22 октября 1944 года.
- Восточно-Прусская операция — с 13 января 1945 года по 25 апреля 1945 года.
  - Инстербургско-Кёнигсбергская операция — с 13 января 1945 года по 27 января 1945 года.
  - Кенигсбергская операция — с 6 апреля 1945 года по 9 апреля 1945 года.
  - Земландская операция — с 13 апреля 1945 года по 25 апреля 1945 года.

## Почётные наименования
- 277-й штурмовой авиационной дивизии за успешные действия в ходе Красносельско-Ропшинской операции Приказом Верховного главнокомандующего присвоено почётное наименование «Красносельская»[6].
- 15-му гвардейскому штурмовому авиационному полку за отличия в боях при защите Ленинграда Приказом НКО № 207 от 4 мая 1943 года присвоено почётное наименование «Невский».
- 943-му штурмовому авиационному полку присвоено почётное наименование «Нарвский»[7].
- 999-му штурмовому авиационному полку за отличие в боях при овладении столицей Эстонской ССР городом Таллин (Ревель) — важной военно-морской базой и крупным портом на Балтийском море приказом НКО № 0338 от 22 октября 1944 года на основании Приказа ВГК № 191 от 22 сентября 1944 года присвоено почётное наименование «Таллинский»[8].

## Награды

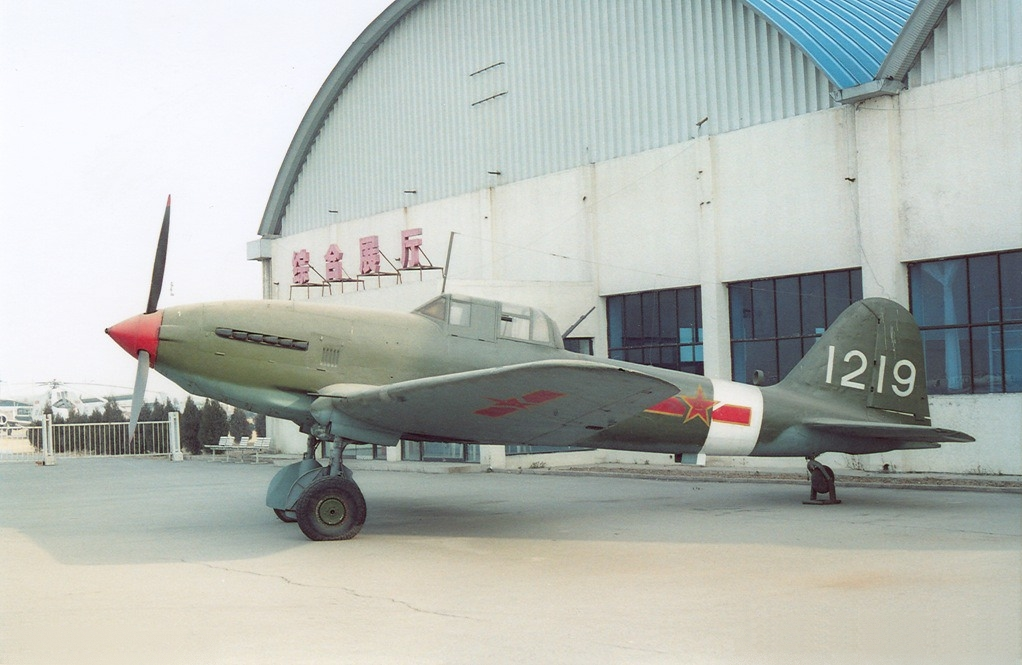
Ил-10 в музее Китая

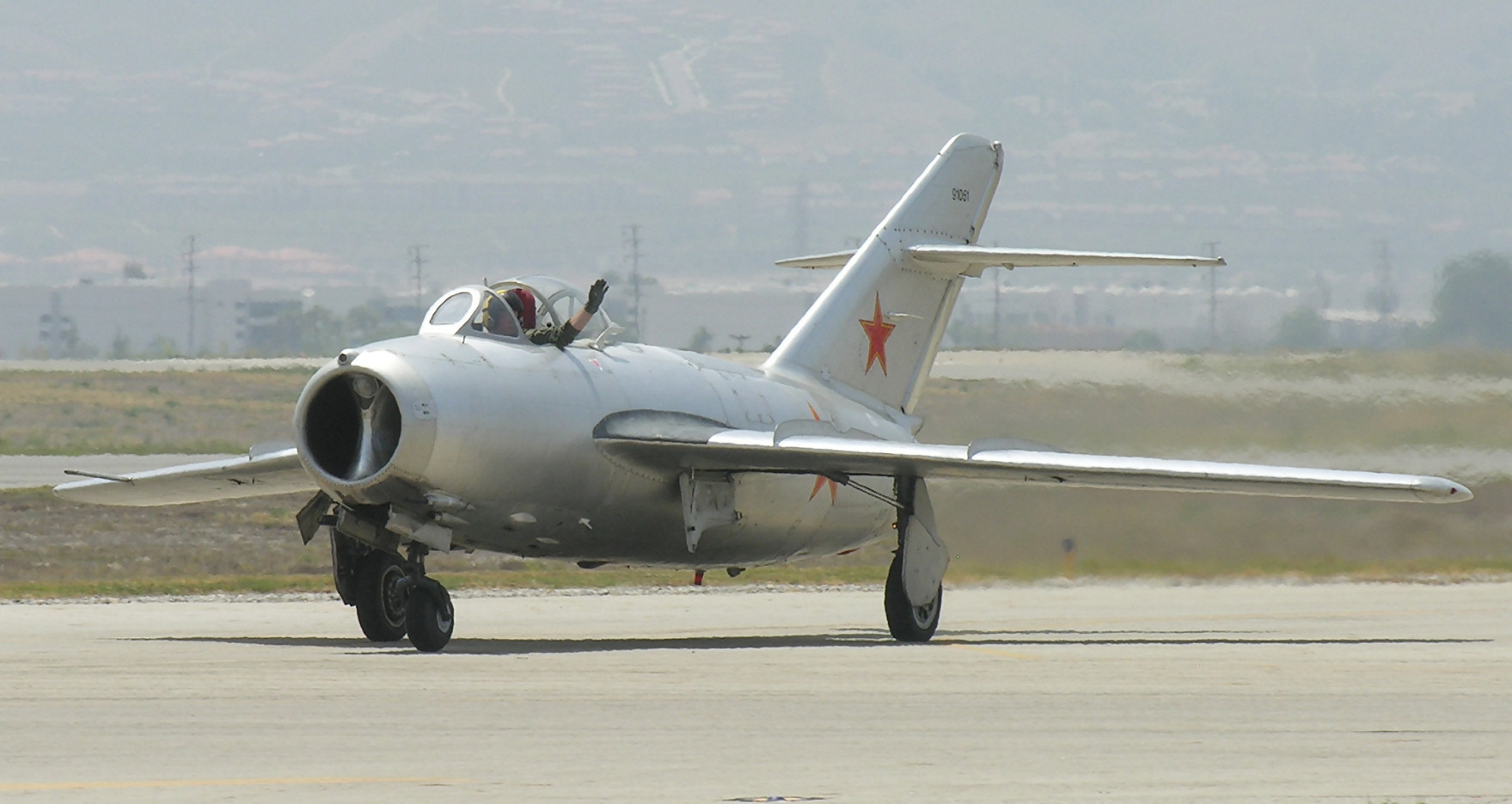
Истребитель МиГ-15 поступил на вооружение дивизии в середине 50-х годов XX века. Дивизия стала истребительной. На фото показан самолёт МиГ-15, принадлежащий частному лицу, Калифорния, 2007 год.

- 277-я штурмовая авиационная Красносельская дивизия за образцовое выполнение заданий командования в боях с немецкими захватчиками и проявленные при этом доблесть и мужество Указом Президиума Верховного Совета СССР от 22 марта 1944 года награждена орденом «Красного Знамени»[9].
- 277-я штурмовая авиационная Красносельская Краснознамённая дивизия за образцовое выполнение заданий командования в боях с немецко-финскими захватчиками при прорыве сильно укрепленной обороны противника на Карельском перешейке севернее города Ленинграда и проявленные при этом доблесть и мужество Указом Президиума Верховного Совета СССР от 22 июня 1944 года награждена орденом «Суворова II степени»[9].
- 277-я штурмовая авиационная Красносельская Краснознамённая ордена Суворова дивизия за образцовое выполнение заданий командования в боях с немецкими захватчиками, за овладение городами Тильзит, Гросс, Скайсгиррен, Ауловенен, Жиллен, Каукемен и проявленные при этом доблесть и мужество Указом Президиума Верховного Совета СССР от 19 февраля 1945 года награждена орденом «Кутузова II степени»[10].
- 15-й гвардейский штурмовой авиационный Невский полк за образцовое выполнение заданий командования в боях с немецкими захватчиками, за овладение городом Нарва и проявленные при этом доблесть и мужество Указом Президиума Верховного Совета СССР от 9 августа 1944 года награждён орденом «Красного Знамени»[9].
- 15-й гвардейский штурмовой авиационный Невский Краснознамённый полк за образцовое выполнение заданий командования в боях с немецкими захватчиками при овладении городом Браунсберг и проявленные при этом доблесть и мужество Указом Президиума Верховного Совета СССР от 26 апреля 1945 года награждён орденом «Кутузова III степени»[10].
- 15-й гвардейский штурмовой авиационный Невский Краснознамённый ордена Кутузова полк за образцовое выполнение заданий командования в боях с немецкими захватчиками и проявленные при этом доблесть и мужество Указом Президиума Верховного Совета СССР от 28 мая 1945 года награждён орденом «Суворова III степени»[10].
- 943-й штурмовой авиационный полк за образцовое выполнение заданий командования в боях с немецкими захватчиками и проявленные при этом доблесть и мужество Указом Президиума Верховного Совета СССР от 22 марта 1944 года награждён орденом «Красного Знамени»[9].
- 943-й штурмовой авиационный Нарвский Краснознамённый полк за образцовое выполнение заданий командования в боях, за прорыв обороны немцев в Восточной Пруссии и проявленные при этом доблесть и мужество Указом Президиума Верховного Совета СССР от 19 февраля 1945 года награждён орденом «Кутузова III степени»[10].
- 999-й штурмовой авиационный Таллинский полк за образцовое выполнение заданий командования в боях, за прорыв обороны немцев в Восточной Пруссии и проявленные при этом доблесть и мужество Указом Президиума Верховного Совета СССР от 19 февраля 1945 года награждён орденом «Суворова III степени»[10].
- 566-й штурмовой авиационный Солнечногорский полк за образцовое выполнение заданий командования в боях при прорыве обороны немцев и вторжении в пределы Восточной Пруссии и проявленные при этом доблесть и мужество Указом Президиума Верховного Совета СССР от 14 ноября 1944 года награждён орденом «Красного Знамени»[9].
- 566-й штурмовой авиационный Солнечногорский Краснознамённый полк за образцовое выполнение заданий командования в боях с немецкими захватчиками при овладении городом Браунсберг и проявленные при этом доблесть и мужество Указом Президиума Верховного Совета СССР от 26 апреля 1945 года награждён орденом «Кутузова III степени»[10].

## Благодарности Верховного Главнокомандующего
Воинам дивизии объявлены благодарности Верховного Главнокомандующего:
- За отличия в боях при прорыве обороны противника на Карельском перешейке севернее города Ленинград и овладение городом и крупной железнодорожной станцией Териоки, важным опорным пунктом обороны противника Яппиля и занятии свыше 80 других населенных пунктов[11].
- За прорыв линии Маннергейма, преодоление сопротивления противника на внешнем и внутреннем обводах Выборгского укрепленного района и овладение штурмом городом и крепостью Выборг[12].
- За отличие в боях при овладели штурмом городом и крепостью Нарва — важным укрепленным районом обороны немцев, прикрывающим пути в Эстонию[13].
- За отличие в боях при прорыве сильно укрепленной обороны противника севернее города Тарту, освобождении более 1500 населенных пунктов[14].
- За отличие в боях при овладении столицей Эстонской ССР городом Таллин (Ревель) — важной военно-морской базой и крупным портом на Балтийском море[8].
- За отличие в боях при овладении городом Пярну (Пернов) — важным портом в Рижском заливе[15].
- За отличие в боях при овладении мощными опорными пунктами обороны противника — Ширвиндт, Наумиестис (Владиславов), Виллюнен, Вирбалис (Вержболово), Кибартай (Кибарты), Эйдткунен, Шталлупенен, Миллюнен, Вальтеркемен, Пиллюпенен, Виштынец, Мелькемен, Роминтен, Гросс Роминтен, Вижайны, Шитткемен, Пшеросьль, Гольдап, Филипув, Сувалки и занятиим около 900 других населенных пунктов, из которых более 400 населенных пунктов на территории Восточной Пруссии[16].
- За отличие в боях при овладении городами Восточной Пруссии Тильзит, Гросс-Скайсгиррен, Ауловенен, Жиллен и Каукемен — важными узлами коммуникаций и сильными опорными пунктами обороны немцев на кенигсбергском направлении[17].
- За отличие в боях при овладении городами в Восточной Пруссии городом Гумбиннен — важным узлом коммуникаций и сильным опорным пунктом обороны немцев на кенигсбергском направлении[18].
- За отличие в боях при овладении городом Инстербург — важным узлом коммуникаций и мощным укрепленным районом обороны немцев на путях к Кенигсбергу[19].
- За отличие в боях при овладении штурмомо городами Вормдит и Мельзак — важными узлами коммуникаций и сильными опорными пунктами обороны немцев[20].
- За отличие в боях при овладении городом Браунсберг — сильным опорным пунктом обороны немцев на побережье залива Фриш-Гаф[21].
- За отличие в боях при овладении городом Хайлигенбайль — последним опорным пунктом обороны немцев на побережье залива Фриш-Гаф, юго-западнее Кёнигсберга[22].
- За отличие в боях при разгроме и завершении ликвидации окруженной восточно-прусской группы немецких войск юго-западнее Кёнигсберга[23].
- За овладение крепостью и главным городом Восточной Пруссии Кёнигсберг — стратегически важным узлом обороны немцев на Балтийском море[24].
- За овладение последним опорным пунктом обороны немцев на Земландском полуострове городом и крепостью Пиллау — крупным портом и военно-морской базой немцев на Балтийском море[25].

## Отличившиеся воины дивизии

### Дважды Герои Советского Союза
- Алексенко Владимир Аврамович, гвардии майор, командир эскадрильи 15-го гвардейского штурмового авиационного полка 277-й штурмовой авиационной дивизии 1-й воздушной армии Указом Президиума Верховного Совета СССР от 29 июня 1945 года удостоен звания дважды Герой Советского Союза. Золотая Звезда № 8677.
- Кунгурцев Евгений Максимович, гвардии старший лейтенант, командир эскадрильи 15-го гвардейского штурмового авиационного полка 277-й штурмовой авиационной дивизии 1-й воздушной армии Указом Президиума Верховного Совета СССР от 19 апреля 1945 года удостоен звания дважды Герой Советского Союза. Золотая Звезда № 2/42.
- Мыльников Григорий Михайлович, гвардии майор, командир эскадрильи 15-го гвардейского штурмового авиационного полка 277-й штурмовой авиационной дивизии 1-й воздушной армии Указом Президиума Верховного Совета СССР от 19 апреля 1945 года удостоен звания дважды Герой Советского Союза. Золотая Звезда № 2/37.
- Мыхлик Василий Ильич, капитан, командир эскадрильи 566-го штурмового авиационного полка 277-й штурмовой авиационной дивизии 1-й воздушной армии Указом Президиума Верховного Совета СССР от 26 июня 1945 года удостоен звания дважды Герой Советского Союза. Золотая Звезда № 2/75.
- Паршин Георгий Михайлович, майор, командир 943-го штурмового авиационного полка 277-й штурмовой авиационной дивизии 1-й воздушной армии Указом Президиума Верховного Совета СССР от 19 апреля 1945 года удостоен звания дважды Герой Советского Союза. Золотая Звезда № 2/40.
- Прохоров Алексей Николаевич, гвардии капитан, командир эскадрильи 15-го гвардейского штурмового авиационного полка 277-й штурмовой авиационной дивизии 1-й воздушной армии Указом Президиума Верховного Совета СССР от 29 июня 1945 года удостоен звания дважды Герой Советского Союза. Золотая Звезда № 2/64.

### Герои Советского Союза
| - Аверьянов Валентин Григорьевич, гвардии младший лейтенант старший лётчик 15-го гвардейского штурмового авиационного полка 277-й штурмовой авиационной дивизии 1-й воздушной армии Указом Президиума Верховного Совета СССР от 19 апреля 1945 года удостоен звания Герой Советского Союза. Золотая Звезда № 6300. - Алексенко Владимир Аврамович, гвардии капитан, командир эскадрильи 15-го гвардейского штурмового авиационного полка 277-й штурмовой авиационной дивизии 1-й воздушной армии Указом Президиума Верховного Совета СССР от 19 апреля 1945 года удостоен звания Герой Советского Союза. Золотая Звезда № 6129. - Артемьев, Александр Алексеевич, старший лейтенант, заместитель командира эскадрильи 566-го штурмового авиационного полка 277-й штурмовой авиационной дивизии 1-й воздушной армии Указом Президиума Верховного Совета СССР от 19 апреля 1945 года удостоен звания Герой Советского Союза. Золотая Звезда № 6223. - Арчаков Николай Иванович, капитан, командир эскадрильи 999-го штурмового авиационного полка 277-й штурмовой авиационной дивизии 1-й воздушной армии Указом Президиума Верховного Совета СССР от 29 июня 1945 года удостоен звания Герой Советского Союза. Золотая Звезда № 6340. - Голодняк, Пётр Михайлович, майор, штурман дивизии. Указом Президиума Верховного Совета СССР от 29 июня 1945 года удостоен звания Герой Советского Союза. Золотая Звезда № 6342. - Дерябин Алексей Никитович, гвардии лейтенант, командир звена 15-го гвардейского штурмового авиационного полка 277-й штурмовой авиационной дивизии 1-й воздушной армии Указом Президиума Верховного Совета СССР от 19 апреля 1945 года удостоен звания Герой Советского Союза. Золотая Звезда № 6124. - Дураков Валентин Фёдорович, майор, штурман 999-го штурмового авиационного полка 277-й штурмовой авиационной дивизии 1-й воздушной армии Указом Президиума Верховного Совета СССР от 29 июня 1945 года удостоен звания Герой Советского Союза. Золотая Звезда № 6292. - Ерёмин Александр Климентьевич, гвардии капитан, командир эскадрильи 15-го гвардейского штурмового авиационного полка 277-й штурмовой авиационной дивизии 13-й воздушной армии Указом Президиума Верховного Совета СССР от 19 августа 1944 года удостоен звания Герой Советского Союза. Посмертно. - Захаров, Лев Платонович, лейтенант, командир эскадрильи 999-го штурмового авиационного полка 277-й штурмовой авиационной дивизии 1-й воздушной армии Указом Президиума Верховного Совета СССР от 29 июня 1945 года удостоен звания Герой Советского Союза. Золотая Звезда не вручена в связи с гибелью. - Иванов Евгений Нилович, капитан, командир эскадрильи 999-го штурмового авиационного полка 277-й штурмовой авиационной дивизии 13-й воздушной армии Указом Президиума Верховного Совета СССР от 23 февраля 1945 года удостоен звания Герой Советского Союза. Золотая Звезда не вручена в связи с гибелью. - Калёнов Николай Акимович, гвардии лейтенант, штурман эскадрильи 15-го гвардейского штурмового авиационного полка 277-й штурмовой авиационной дивизии 1-й воздушной армии Указом Президиума Верховного Совета СССР от 29 июня 1945 года удостоен звания Герой Советского Союза. Золотая Звезда № 6337. - Кизима Андрей Иванович, старший лейтенант, командир эскадрильи 943-го штурмового авиационного полка 277-й штурмовой авиационной дивизии 1-й воздушной армии Указом Президиума Верховного Совета СССР от 19 апреля 1945 года удостоен звания Герой Советского Союза. Золотая Звезда № 7266. - Константинова Тамара Фёдоровна, лейтенант, штурман эскадрильи 999-го штурмового авиационного полка 277-й штурмовой авиационной дивизии 1-й воздушной армии Указом Президиума Верховного Совета СССР от 29 июня 1945 года удостоена звания Герой Советского Союза. Золотая Звезда № 6355. - Корчагин Лев Павлович, капитан, командир эскадрильи 566-го штурмового авиационного полка 277-й штурмовой авиационной дивизии 1-й воздушной армии Указом Президиума Верховного Совета СССР от 19 апреля 1945 года удостоен звания Герой Советского Союза. Золотая Звезда № 6125. - Котюнин Василий Андреевич, гвардии старший лейтенант, заместитель командир эскадрильи 15-го гвардейского штурмового авиационного полка 277-й штурмовой авиационной дивизии 1-й воздушной армии Указом Президиума Верховного Совета СССР от 19 апреля 1945 года удостоен звания Герой Советского Союза. Золотая Звезда № 6205. - Кунгурцев Евгений Максимович, гвардии лейтенант, командир звена 15-го гвардейского штурмового авиационного полка 277-й штурмовой авиационной дивизии 13-й воздушной армии Указом Президиума Верховного Совета СССР от 23 февраля 1945 года удостоен звания Герой Советского Союза. Золотая Звезда № 6233. - Макеров Леонид Николаевич, капитан, помощник по Воздушно-Стрелковой Службе командира 943-го штурмового авиационного полка 277-й штурмовой авиационной дивизии 1-й воздушной армии Указом Президиума Верховного Совета СССР от 19 апреля 1945 года удостоен звания Герой Советского Союза. Золотая Звезда № 6119. - Манохин Александр Николаевич, гвардии капитан, командир эскадрильи 15-го гвардейского штурмового авиационного полка 277-й штурмовой авиационной дивизии 13-й воздушной армии Указом Президиума Верховного Совета СССР от 19 августа 1944 года удостоен звания Герой Советского Союза. Золотая Звезда № 4072. - Миленький Иван Андреевич, старшина, старший воздушный стрелок 566-го штурмового авиационного полка 277-й штурмовой авиационной дивизии 1-й воздушной армии Указом Президиума Верховного Совета СССР от 29 июня 1945 года удостоен звания Герой Советского Союза. Золотая Звезда № 7508. - Мыльников Григорий Михайлович, гвардии капитан, командир эскадрильи 15-го гвардейского штурмового авиационного полка 277-й штурмовой авиационной дивизии 13-й воздушной армии Указом Президиума Верховного Совета СССР от 23 февраля 1945 года удостоен звания Герой Советского Союза. Золотая Звезда № 5992. - Мыхлик Василий Ильич, старший лейтенант, штурман 566-го штурмового авиационного полка 277-й штурмовой авиационной дивизии 13-й воздушной армии Указом Президиума Верховного Совета СССР от 23 февраля 1945 года удостоен звания Герой Советского Союза. Золотая Звезда № 5936. - Новиков Пётр Сергеевич, старший лейтенант, командир эскадрильи 943-го штурмового авиационного полка 277-й штурмовой авиационной дивизии 1-й воздушной армии Указом Президиума Верховного Совета СССР от 19 апреля 1945 года удостоен звания Герой Советского Союза. Золотая Звезда № 4721. - Обелов Лев Васильевич, старший лейтенант, командир эскадрильи 566-го штурмового авиационного полка 277-й штурмовой авиационной дивизии 1-й воздушной армии Указом Президиума Верховного Совета СССР от 19 апреля 1945 года удостоен звания Герой Советского Союза. Золотая Звезда № 6207. - Паршин Георгий Михайлович, капитан, командир эскадрильи 943-го штурмового авиационного полка 277-й штурмовой авиационной дивизии 13-й воздушной армии Указом Президиума Верховного Совета СССР от 19 августа 1944 года удостоен звания Герой Советского Союза. Золотая Звезда № 4345. - Полагушин Николай Иванович, гвардии капитан, командир эскадрильи 15-го гвардейского штурмового авиационного полка 277-й штурмовой авиационной дивизии 1-й воздушной армии Указом Президиума Верховного Совета СССР от 19 апреля 1945 года удостоен звания Герой Советского Союза. Золотая Звезда № 6120. - Потапов Сергей Иванович, гвардии лейтенант, командир звена 15-го гвардейского штурмового авиационного полка 277-й штурмовой авиационной дивизии 1-й воздушной армии Указом Президиума Верховного Совета СССР от 19 апреля 1945 года удостоен звания Герой Советского Союза. Золотая Звезда № 6225. - Прохоров Алексей Николаевич, гвардии капитан, командир эскадрильи 15-го гвардейского штурмового авиационного полка 277-й штурмовой авиационной дивизии 1-й воздушной армии Указом Президиума Верховного Совета СССР от 19 апреля 1945 года удостоен звания Герой Советского Союза. Золотая Звезда № 6126. - Степанов Николай Никитович, капитан, штурман эскадрильи 566-го штурмового авиационного полка 277-й штурмовой авиационной дивизии 1-й воздушной армии Указом Президиума Верховного Совета СССР от 29 июня 1945 года удостоен звания Герой Советского Союза. Золотая Звезда № 8006. - Таранчиев, Исмаилбек, младший лейтенант, лётчик 566-го штурмовой авиационного полка 277-й штурмовой авиационной дивизии 13-й воздушной армии Указом Президиума Верховного Совета СССР от 5 мая 1991 года удостоен звания Герой Советского Союза посмертно. Золотая Звезда № 11648. - Чекин Борис Сергеевич, лейтенант, заместитель командира эскадрильи 566-го штурмового авиационного полка 277-й штурмовой авиационной дивизии 1-й воздушной армии Указом Президиума Верховного Совета СССР от 19 апреля 1945 года удостоен звания Герой Советского Союза. Золотая Звезда № 6141. - Чибисов Юрий Васильевич, гвардии старший лейтенант, заместитель командира эскадрильи 15-го гвардейского штурмового авиационного полка 277-й штурмовой авиационной дивизии 13-й воздушной армии Указом Президиума Верховного Совета СССР от 26 октября 1944 года удостоен звания Герой Советского Союза. Золотая Звезда № 5137. - Шевченко Пётр Григорьевич, лейтенант, командир звена 566-го штурмового авиационного полка 277-й штурмовой авиационной дивизии 13-й воздушной армии Указом Президиума Верховного Совета СССР от 23 февраля 1945 года удостоен звания Герой Советского Союза. Посмертно |

### Кавалеры ордена Славы трёх степеней
Кавалерами ордена Славы трёх степеней в дивизии стали пять человек:
- Карабанов, Иван Андреевич, старшина, воздушный стрелок 999-го штурмового авиационного полка.
- Касьянов, Николай Георгиевич, старшина, старший воздушный стрелок 566-го штурмового авиационного полка.
- Пелевин, Константин Яковлевич, гвардии старшина, воздушный стрелок-радист 15-го гвардейского штурмового авиационного полка.
- Тютрюмов, Анатолий Николаевич, гвардии старшина, воздушный стрелок-радист 15-го гвардейского штурмового авиационного полка.
- Хлынин, Иван Егорович, гвардии старшина, воздушный стрелок 15-го гвардейского штурмового авиационного полка.

## Воины дивизии, совершившие огненный таран
Огненный таран совершили:
- 14 января 1943 года экипаж: заместитель командира эскадрильи 943-го штурмового авиационного полка старший лейтенант Пантелеев Иван Семёнович и стрелок-радист	старший сержант	Сологубов Пётр Семёнович. Награждены 15 января 1943 года орденами Отечественной войны I степени.
- 22 июня 1943 года экипаж в составе командира экипажа старшего лётчика 15-го гвардейского штурмового авиационного полка гвардии лейтенанта Фадеева Бориса Михайловича и стрелка-радиста гвардии старшего сержанта Огорельцева Виктора Георгиевича. Посмертно награждены 4 июля 1943 года орденами Отечественной войны I степени.
- 11 августа 1943 года экипаж: заместитель командира эскадрильи 943-го штурмового авиационного полка лейтенант Шиманский Владимир Александрович и стрелок-радист	сержант	Павлов Алексей Павлович. Не награждались.
- 22 августа 1943 года экипаж: лётчик 943-го штурмового авиационного полка младший лейтенант Самохин Леонид Семёнович и стрелок-радист старший сержант Соколов Арсений Григорьвич. Награждены 15 сентября 1943 года орденами Отечественной войны I степени.
- 18 марта 1944 года экипаж в составе командира экипажа лётчика 566-го штурмового авиационного полка младшего лейтенанта Таранчиева Исмаилбека и стрелка-радиста младшего сержанта Ткачёва Алексея Ивановича. Посмертно награждены Таранчиев Исмаилбек 29 апреля 1944 года орденом Отечественной войны I степени и 5 мая 1991 года удостоен звания Герой Советского Союза. Стрелок-радист Ткачёв Алексей Иванович не награжден[27].

## Базирование
| Период               | Место базирования               |
| -------------------- | ------------------------------- |
| 04.1945 — 01.07.1945 | Йесау, Восточная Пруссия        |
| 01.07.1945 — 1954    | Раквере, Эстонская ССР          |
| 1954 — 1957          | Прибылово Ленинградская область |